# Sphaerogastrella albimana
Sphaerogastrella albimana är en tvåvingeart som beskrevs av Toyohi Okada och Carson 1983. Sphaerogastrella albimana ingår i släktet Sphaerogastrella och familjen daggflugor. Inga underarter finns listade i Catalogue of Life.